# Ludi
Ludi publici (latinsko za 'javne igre', kratko Ludi) so bile javne zabavne igre v Rimskem cesarstvu, pogosto v povezavi z velikimi festivali ali praznovanji. Prve Ludi so bile cirkuške igre (ludi circenses) z dirkami z vozovi, ki so potekale v 5. stoletju pred našim štetjem. V rimskem Cirkusu Maximusu. Kasneje so dodali lov na živali (venationes), gledališke predstave (ludi scaenici) in gladiatorske borbe (ludi gladiatorii). 
Primer Ludi, ki so potekali vsako leto:
- Ludi Apollinares od 6. do 13. julija v čast boga Apolonu,
- Ludi Augustales od 3. do 12. oktobra v čast cesarja Avgusta,
- Ludi Cereris od 12. do 19. aprila v čast boginje Cerere,
- Ludi Consualia 21. avgusta in 15. decembra v čast boga Konsa,
- Ludi Florales od 28. aprila do 4. maja v čast boginji Flori,
- Ludi megalenses od 4. do 11. aprila v čast Magna Mater,
- Ludi Piscatores v juniju,
- Ludi Plebeii od 4. do 17. novembra,
- Ludi Romani od 4. do 19. septembra v čast boga Jupitra

medtem ko sta se Ludi Capitolini in Ludi Secularaes odvijala neredno.
Rimski satirk Juvenal (od 1. do 2. stoletja našega štetja) je kritiziral, da so bili rimski ljudje depolitizirani in so želeli le »kruha in cirkuških iger« - panem et circenses. Ta izraz je postal krilatica za »kruha in iger«, kot je to bila tudi uvodna fraza ludi incipiant ('Igre se lahko začnejo').